# Steve Mullings
Steve Mullings (Parroquia de Saint Elizabeth, Jamaica, 28 de noviembre de 1982) es un atleta jamaicano, especialista en la prueba de 4 x 100 m, con la que llegó a ser campeón mundial en 2009.

## Carrera deportiva
En el Mundial de Berlín 2009 gana la medalla de oro en relevos 4 x 100 m, con un tiempo de 37,31 segundos (récord de los campeonatos), por delante de Trinidad y Tobago y Reino Unido. Dos años antes, ganó medalla de plata en la misma prueba en el Mundial de Osaka 2007.